# 寧徳原子力発電所
寧德原子力発電所 (ねいとく (ニンドー) げんしりょくはつでんしょ、中国語: 宁德核电站/寧德核電站)は中華人民共和国福建省寧徳市福鼎市秦嶼鎮備湾村にある原子力発電所。計画ではCPR-1000型炉を6機建設する予定である。1号機は2013年4月18日に運転を開始した。

## 経緯
寧徳原発の計画は2007年の国家発展改革委員会で承認された。計画は中国広核集団系の広東核電投資有限公司が51%を出資し、大唐国際発電、福建省煤炭工業も資本参加して行われた。計画投資額は520億人民元で、第一期の費用をまかなう予定である。第二期の2機も含めると合計700億人民元に上ると考えられる。第一期の4機は一年で300億キロワットを発電し、kW時あたり0.37人民元の発電価格になる予定である。
寧徳は中国の国内原子力産業の開発の一歩となる。広核集団の総経理の張善明は2009年に「我々は嶺澳の第二期の55％、紅沿河の70％、寧徳の80％、陽江の90％を建設した」と述べている。
発電所の敷地の準備は2007年までに行われ、コンクリートの流し込みは2008年2月に始まった。2号機は9ヵ月後に始まり、各原子炉の建設には58ヶ月かかると見込まれている。寧徳1号機は2012年12月28日に送電網に接続し、2013年4月18日に商業運転を開始した。

## 原子炉
| 原子炉           | 原子炉形式 | 正味発電量 | 総発電量 | 建設開始       | 送電網同期     | 商業運転      | 運転終了 |
| ---------------- | ---------- | ---------- | -------- | -------------- | -------------- | ------------- | -------- |
| 第一期           |            |            |          |                |                |               |          |
| 1号機 (Ningde-1) | CPR-1000   | 1000 MW    | 1087 MW  | 2008年2月18日  | 2012年12月28日 | 2013年4月18日 |          |
| 2号機 (Ningde-2) | CPR-1000   | 1000 MW    | 1080 MW  | 2008年11月12日 | 2014年1月4日   | 2014年5月4日  |          |
| 3号機 (Ningde-3) | CPR-1000   | 1000 MW    | 1080 MW  | 2010年1月8日   | 2015年3月21日  | 2015年6月10日 |          |
| 4号機 (Ningde-4) | CPR-1000   | 1000 MW    | 1080 MW  | 2010年9月29日  | 2016年3月29日  | 2016年7月21日 |          |
| 第二期           |            |            |          |                |                |               |          |
| 5号機 (Ningde-5) | CPR-1000   |            |          |                |                |               |          |
| 6号機 (Ningde-6) | CPR-1000   |            |          |                |                |               |          |

## トリチウム
中国政府は福島第一原発で計画されている年間22兆ベクレルの液体トリチウムの放出を批判しているが、寧徳原発から出される液体トリチウムは約102兆ベクレル（2021年）となっている。また広東省にある陽江原子力発電所はさらに多く、年間約112兆ベクレル（2021年）が海に放出されている。

## 註
1. ↑   “Fujian nuclear plants begin construction”. 人民日報オンライン (2008年2月18日). 2009年8月13日閲覧。
2. ↑   “Nuclear Power in China”. Information Papers.  世界原子力協会 (WNA) (2013年4月). 2013年4月24日閲覧。
3. 1 2  “Ningde 1 goes commercial”. World Nuclear News. (2013年4月23日) 2013年4月23日閲覧。
4. ↑  “寧徳原発、1号ユニットが稼動開始”. 人民日報. (2013年4月19日) 2013年7月2日閲覧。
5. 1 2   “Ningde Nuclear Power Station Receives Approval”. China Energy Daily. (2007年11月13日) 2009年8月13日閲覧。
6. ↑   “Ningde 4 the latest Chinese reactor project”. World Nuclear News. (4 October 2010) 2010年10月4日閲覧。
7. ↑   “China's vice premier stresses improvement of energy structure”. 新華社. (2008年2月18日) 2009年8月11日閲覧。
8. ↑   “China aims to build its own nuclear power stations”.   中国中央電視台 (2009年7月24日). 2009年8月13日閲覧。
9. ↑   “Inauguration of Ningde construction”. World Nuclear News. (18 February 2008) 2009年8月13日閲覧。
10. ↑   “Construction gets under way at Chinese sites”. World Nuclear News. (24 November 2008) 2009年8月13日閲覧。
11. ↑  “First electricity flows from Ningde nuclear plant”. World Nuclear News. (2012年12月29日) 2013年1月10日閲覧。
12. ↑  Power Reactor Information System IAEO: „China, People's Republic of: Nuclear Power Reactors“ (英語)
13. ↑  “Ningde 2, China”. World Nuclear News.  世界原子力協会. 2016年4月8日閲覧。
14. ↑  “Ningde 3, China”. World Nuclear News.  世界原子力協会. 2016年4月8日閲覧。
15. ↑  “Fourth Ningde unit connected to grid”. World Nuclear News.  世界原子力協会. 2016年4月8日閲覧。
16. ↑  “中国：31基目の商業炉、寧徳4が営業運転開始”.   日本原子力産業協会 (2016年7月22日). 2021年1月9日閲覧。